# Província de Daşoguz
La província de Daşoguz (turcman: Daşoguz welaýaty, rus: Дашогузский велаят) és una de les províncies (Welayatlar) del Turkmenistan. Està localitzada al nord del país, fent frontera amb l'Uzbekistan. La seva capital és Daşoguz. Té una població d'1.059.800 habitants i ocupa una superfície de 74.000 km².